# Fredy Barth
Frédéric Nicolas "Fredy" Barth, född 5 december 1979 i Lausanne, är en schweizisk racerförare.

## Racingkarriär
Barth tävlade i formelbilsracing fram till och med 2003. 2004 började han istället med standardvagnsracing i SEAT León Supercopa Germany. Han lyckades under sin första säsong ta en seger och femteplats totalt. Året efter gick det inte lika bra, då han slutade på sjuttondeplats. Samma år tävlade han även i Ford Fiesta Cup Germany, i vilken han slutade som tolva totalt.

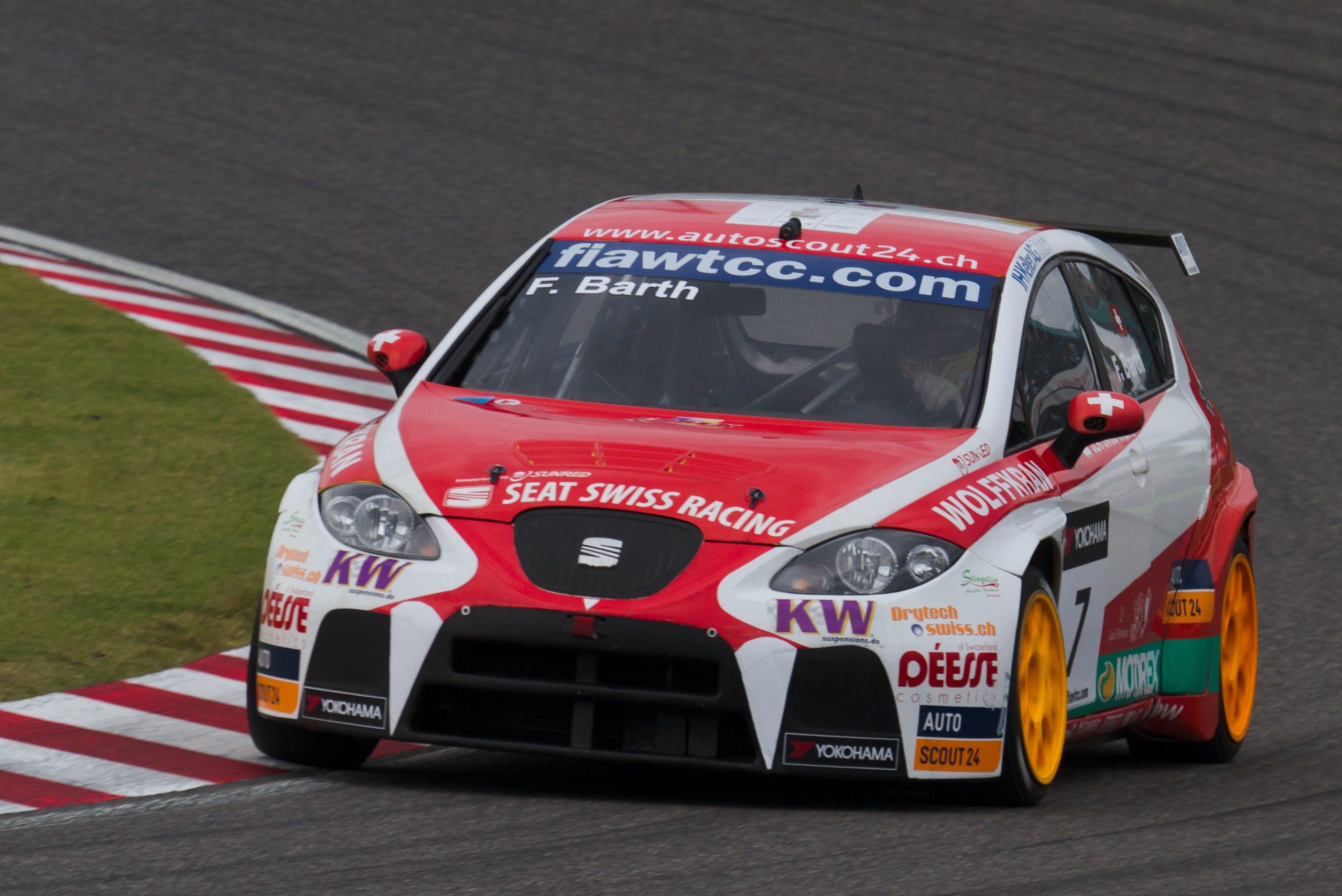
Fredy Barth i FIA WTCC Race of Japan på Suzuka International Racing Course 2011.

Säsongen 2006 var han tillbaka högre upp i listan i SEAT León Supercopa Germany igen, med sju pallplatser, varav två segrar, och total en tredjeplats. Det efterföljande året tog han sig till det lite konkurrenskraftigare SEAT León Supercopa-mästerskapet, nämligen SEAT León Supercopa Spain. Han slutade den säsongen på femteplats. Barth gjorde även inhopp i det tyska mästerskapet, och körde en tävling, vilken han vann, i VLN Endurance och slutade där på 587:e plats.
År 2008 tävlade Barth i det största SEAT León-mästerskapet, SEAT León Eurocup. Det blev bara en sjuttondeplats det året, men året därpå slutade trea. Dessa två år körde han även ett flertal race i andra serier.
Säsongen 2010 kom han fram till det största av alla standardvagnsmästerskap, det vill säga World Touring Car Championship. Han tävlade där med en SEAT León 2.0 TDi för SEAT Swiss Racing by SUNRED, vilket drevs av SUNRED Engineering. Han slutade trettonde totalt, efter en fjärdeplats som bäst i det första racet i Race of Morocco på Marrakech Street Circuit. I WTCC Rookie Challenge, mästerskapet för nytillkomna förare i WTCC, blev han trea totalt, efter att ha varit i ledningen under stora delar av säsongen. Barth gjorde dock en mycket svagare andra halva av säsongen, och tappade placeringar i båda mästerskapen.
Barths andra säsong i WTCC gick betydligt sämre än den första. Han plockade bara sju poäng och var ofta inblandad i incidenter. Under den sista tävlingshelgen för säsongen, på Macaus gator, kraschade han under den sista fria träningen och inandades farlig rök så att han förlorade medvetandet en kort stund. Han fördes till sjukhus, där det bekräftades att han fått en hjärnskakning, men kände sig bra dagen efter. Barth ville gärna ställa upp i racen, men förbjöds av läkarna. Totalt slutade han bara på nittonde plats, samt tolfte i privatförarcupen och sjunde i Jay-Ten Trophy.
| År                                               | Klass/Mästerskap                                       | Team                              | Bil                                      | Totalt/poäng | Bästa placering             |
| ------------------------------------------------ | ------------------------------------------------------ | --------------------------------- | ---------------------------------------- | ------------ | --------------------------- |
| 2001                                             | Championnat de France de Formule Renault Elf Campus    | ?                                 | Mygale Formula Campus 2000 (Renault K4M) | 5:a/127p     | ?                           |
| 2002                                             | Formula Renault 2000 Eurocup                           | Graff Racing                      | ?                                        | -/0p         | 18:e på Estoril             |
| 2003                                             | Formula Volkswagen Germany                             | Motorsport Akademie Nürburgring   | ?                                        | 10:a/149p    | ?                           |
| 2004                                             | SEAT León Supercopa Germany                            | ?                                 | SEAT León                                | 5:a/143p     | 1:a på ? (Race ?)           |
| 2005                                             | SEAT León Supercopa Germany                            | Abt Sportsline                    | SEAT León                                | 17:e/42p     | ?                           |
| 2005                                             | Ford Fiesta Cup Germany                                | Leipert Motorsport                | Ford Fiesta ST Cup                       | 16:e/38p     | ?                           |
| 2006                                             | SEAT León Supercopa Germany                            | TLM Team Lauderbach               | SEAT León                                | 3:a/180p     | Två segrar                  |
| 2007                                             | SEAT León Supercopa Spain                              | Calm Competició                   | SEAT León                                | 5:a/77p      | ?                           |
| 2007                                             | SEAT León Supercopa Germany                            | Cat Race Team                     | SEAT León                                | -/0p         | ?                           |
| 2007                                             | VLN Endurance                                          | TLM Team Lauderbach Motorsport    | Ford Fiesta ST Cup                       | 587:a/9p     | 1:a på ?                    |
| 2008                                             | SEAT León Eurocup                                      | SEAT Swiss Racing                 | SEAT León                                | 17:e/5p      | ?                           |
| 2008                                             | Porsche Endurance Sports Cup - Class 5c                | ?                                 | ?                                        | 19:e/?p      | ?                           |
| 2008                                             | SEAT León Supercopa Germany                            | SEAT Deutschland                  | SEAT León                                | -/0p         | ?                           |
| 2008                                             | 24H Series - A1                                        | Rhino's Leipert Motorsport 1      | Ford Fiesta                              | 3:a/15p      | ?                           |
| 2008                                             | 24H Series Toyo Tires                                  | Rhino's Leipert Motorsport 1      | Ford Fiesta ST                           | 133:a/15p    | ?                           |
| 2009                                             | SEAT León Eurocup                                      | SEAT Swiss Racing by SUNRED       | SEAT León                                | 3:a/49p      | 1:a i Porto (Race 1)        |
| 2009                                             | VLN Endurance                                          | Gentle Swiss Racing               | Aston Martin V8 Vantage N24              | 161:a/36,67p | Två segrar                  |
| 2009                                             | SEAT León Supercopa Germany                            | LogiPlus by T.A.C. Race Solutions | SEAT León Supercopa                      | -/0p         | ?                           |
| 2009                                             | ADAC GT Masters                                        | Rhino's Leipert Motorsport        | Ascari KZR1                              | 32:a/1p      | ?                           |
| 2009                                             | 24h Nürburgring - SP10 GT4                             | Gentle Swiss Racing               | Aston Martin V8 Vantage N24              | Bröt         | Bröt                        |
| 2010                                             | World Touring Car Championship                         | SEAT Swiss Racing by SUNRED       | SEAT León 2.0 TDi                        | 13:e/51p     | 4:a i Marrakech (Race 1)    |
| 2010                                             | World Touring Car Championship - WTCC Rookie Challenge | SEAT Swiss Racing by SUNRED       | SEAT León 2.0 TDi                        | 3:a/130p     | Sex segrar                  |
| 2010                                             | 24H Series - SP3                                       | Gentle Swiss Racing               | Aston Martin V8 Vantage GT4              | 9:a/?p       | ?                           |
| 2011                                             | World Touring Car Championship                         | SEAT Swiss Racing by SUNRED       | SEAT León 2.0 TDi SUNRED SR León 1.6T    | 19:e/7p      | 8:a på Hungaroring (Race 1) |
| 2011                                             | World Touring Car Championship - Yokohama Trophy       | SEAT Swiss Racing by SUNRED       | SEAT León 2.0 TDi SUNRED SR León 1.6T    | 12:a/30p     | 3:a på Hungaroring (Race 1) |
| 2011                                             | World Touring Car Championship - Jay-Ten Trophy        | SEAT Swiss Racing by SUNRED       | SEAT León 2.0 TDi                        | 7:a/21p      | 1:a på Monza (Race 1)       |
| 2011                                             | Blancpain Endurance Series - GT4 Cup                   | Gentle Swiss Racing               | Aston Martin Vantage GT4                 | 4:a/33p      | 1:a på Navarra              |
| Senast uppdaterad: 2011-11-22 (4766 dagar sedan) |                                                        |                                   |                                          |              |                             |